# Ilsa, She Wolf of the SS
Ilsa, She Wolf of the SS is een Canadese sexploitationfilm uit 1975, geregisseerd door Don Edmonds. Het is het eerste deel van de Ilsa-filmserie. De film draaide in Nederland en Vlaanderen in de bioscoop onder de titel Ilsa, de wolvin van de SS, maar in latere video- en dvd-uitgaven is de Engelse titel gebruikt.

## Synopsis
De Tweede Wereldoorlog is in volle gang, en in Kamp nr. 9 worden meisjes opgeleid om dienst te doen in Duitse veldbordelen. Nymfomane kampcommandante Ilsa gebruikt ondertussen mannelijke dwangarbeiders voor haar sadistische seksspelletjes.

## Rolverdeling
| Acteur            | Personage                             |
| ----------------- | ------------------------------------- |
| Dyanne Thorne     | Ilsa                                  |
| C.D. Lafleuer     | Binz                                  |
| Gregory Knoph     | Wolfe                                 |
| Tony Mumolo       | Mario                                 |
| Maria Marx        | Anna                                  |
| Nicolle Riddell   | Kata                                  |
| Jo Jo Deville     | Ingrid                                |
| Sandy Richman     | Maigret                               |
| Rodina Keeler     | Gretchen                              |
| Wolfgang Roehm    | Generaal                              |
| Lance Marshall    | Richter                               |
| Jacqueline Giroux | Rosette (onvermeld)                   |
| Colleen Brennan   | roodharige gevangene (onvermeld)      |
| Peggy Sipots      | gevangene op ijsblok (onvermeld)      |
| Donna Young       | gevangene met witte sjaal (onvermeld) |
| Janet Newell      | blonde gevangene (onvermeld)          |
| Eve Orlon         | naakte gevangene in bed (onvermeld)   |
| Wayne Beauchamp   | gevangene (onvermeld)                 |
| Sandy Dempsey     | gevangene (onvermeld)                 |

## Ontvangst
De SpeelfilmEncyclopedie (1986) waardeert Ilsa, She Wolf of the SS met nul sterren ("flop, niets, prul"). De gemiddelde score op IMDb is 5,1 uit 10. De film trok in Nederland 650.000 bioscoopbezoekers.
Ilsa, She Wolf of the SS wordt gezien als een cultfilm die verantwoordelijk was voor het uitkomen van vele (soft-)erotische films die zich afspeelde in nazikampen of op andere manieren nazi's in het verhaal verwerkte. Dergelijke films hebben de bijnaam nazisploitation (een samentrekking van nazi's en exploitation) gekregen en het genre bleef tot halverwege de jaren '80 nog populair.

## Sequels/spin-offs
- Ilsa, Harem Keeper of the Oil Sheiks (1976)
- Ilsa, the Wicked Warden (1977)
- Ilsa, the Tigress of Siberia (1977)